# Oskar Simmersbach
Oskar Simmersbach (teilweise auch als Oscar Simmersbach geführt; * 1. Juni 1872 in Rothenfelde; † 14. Dezember 1918) war ein deutscher Eisenhüttenkundler und Hochschullehrer.

## Leben
Oskar Simmerbach wurde als Sohn des späteren Direktors des Kokssyndikates Franz Simmersbach geboren. Nach Absolvierung eines Bochumer Gymnasiums war er zunächst ein halbes Jahr lang praktisch tätig und begann im Herbst 1891 ein Studium der Eisenhüttenkunde an der Technischen Hochschule Aachen, das er an der Berliner Bergakademie abschloss. Im Anschluss an dieses Studium belegte er für ein Semester Wirtschaftsstudien an der Universität Leipzig. Während seines Studiums in Aachen wurde er Mitglied in der Turnerschaft Rheno-Borussia Aachen.
1895 begann er seine berufliche Laufbahn auf der Mathildenhütte in Harzburg und wechselte dann zur Donnersmarckhütte in Oberschlesien. Im Alter von 26 Jahren wurde er Direktor des Hochofenwerks von Wilhelm Fitzner und Konrad Gamper in Kramatorskaja. Danach wurde er Direktor der Pastuchowschen Hüttenwerke in Sulin. Aufgrund von Arbeiterunruhen kehrte er zurück nach Deutschland und wurde 1906 Gründer und Leiter der in Düsseldorf ansässigen „Gesellschaft für Erbauung von Hüttenwerksanlagen“. In dieser Zeit erhielt er eine Berufung an die Technische Hochschule Aachen. 1909 wurde er planmäßiger Professor an der Technischen Hochschule Breslau. Während des Ersten Weltkrieges beriet er die Reichs- und Heeresverwaltung. Von einer Reise nach Belgien, die er im Rahmen dieser Beratertätigkeit absolvierte, kehrte er im November 1918 krank nach Hause zurück und starb im Folgemonat.
Oskar Simmersbach gehörte dem Verein Deutscher Ingenieure (VDI) und dem Breslauer Bezirksverein des VDI an.

## Schriften  (Auswahl)
- Ueber die Zersetzungstemperatur von Koksofengas. Verein Deutscher Eisenhüttenleute, Düsseldorf 1912.
- Die Verkokung der Steinkohle unter Kalksteinzusatz. Böhm, Kattowitz 1913.
- Über den Schwefelgehalt amerikanischer Kohle. Böhm, Kattowitz 1913.
- Grundlagen der Koks-Chemie. 2. Auflage. Springer, Berlin 1914.
- Deutschlands Titanenkampf 1914/15 mit besonderer Berücksichtigung seiner Ursachen. Korn, Breslau 1915.